# Sparks (együttes)
A Sparks César-díjas amerikai rock/pop duó. Habár széles körben ebbe a két kategóriába sorolható a stílusuk, az 1994-es lemezük a house és a techno stílusban készült, míg újabb albumaik a chamber pop és szimfonikus stílusban készülnek. Az együttesre jellemző a humor, szövegeik pedig általában a nőkről vagy a Shakespeare-kori irodalomról szólnak. További jellemzőik még a színpadias fellépésük és Russell Mael magas terjedelmű (falsetto) hangja is.

## Története
A kaliforniai Pacific Palisades városkában alakultak. Alapító tagjai, Ron és Russell Mael testvérek ebben a városban nőttek fel. Itt olyan zenekarok is felléptek mint a The Doors vagy a Love. A testvéreket továbbá elkezdték érdekelni az angol rockegyüttesek (pl. Pink Floyd és The Kinks), és a zenéjük akkora hatással volt rájuk, hogy megalapították saját együttesüket, 1968-ban, "Halfnelson" néven. Első nagylemezük 1971-ben jelent meg, és a zenekar nevét viselte. 1972-ben újból kiadták a lemezt, ezúttal a Sparks név alatt. Második nagylemezüket 1973-ban adták ki, ekkor már teljes mértékben a Sparks név alatt. Azóta még 22 albumot adtak ki, amelyből a 2015-ös lemezük a skót Franz Ferdinand együttessel együtt készült. A mai napig duóban működnek. Jellemzőik az intelligens és szofisztikált szövegek használata, a humor és a különleges színpadi fellépésük.
Munkásságuk olyan előadókra hatott, mint Kurt Cobain, a Duran Duran, Morrissey, Björk, Faith No More és még sokan mások.

## Zenei stílusuk
A Sparks zenéje a következő stílusokba sorolható: glam rock, pop-rock, new wave, art rock, popzene. Az 1979-es albumukon disco/szintipop zenét játszottak, az 1986-os albumukon dance-pop zenét játszottak, míg az 1994-es lemezük a house/techno stílusok jegyében készült. Újabb albumaik (a 2002-es lemezükkel kezdve) a chamber pop és neoklasszikus zene jegyében készültek.

## Diszkográfia
- Halfnelson (1971, 1972-ben újból kiadták, Sparks néven)
- A Woofer in Tweeter's Clothing (1973)
- Kimono My House (1974)
- Propaganda (1974)
- Indiscreet (1975)
- Big Beat (1976)
- Introducing Sparks (1977)
- No. 1 in Heaven (1979)
- Terminal Jive (1980)
- Whomp That Sucker (1981)
- Angst in My Pants (1982)
- In Outer Space (1983)
- Pulling Rabbits out of a Hat (1984)
- Music You Can Dance To (1986)
- Interior Design (1988)
- Gratuituous Sax and Senseless Violins (1994)
- Plagiarism (1997)
- Balls (2000)
- Lil' Beethoven (2002)
- Hello Young Lovers (2006)
- Exotic Creatures of the Deep (2008)
- The Seduction of Ingmar Bergman (2009)
- FFS (a Franz Ferdinand együttessel, 2015)
- Hippopotamus (2017)
- A Steady Drip, Drip, Drip (2020)[3]
- Annette (soundtrack album, 2021)
- The Girl Is Crying in Her Latte (2023)